# Aalenien
| Systeem                              | Serie           | Etage         | Ouderdom (Ma) |
| ------------------------------------ | --------------- | ------------- | ------------- |
| Krijt                                | Vroeg           | Berriasien    | Jonger        |
| Jura                                 | Boven (Malm)    | Tithonien     | 145,0–152,1   |
| Jura                                 | Boven (Malm)    | Kimmeridgien  | 152,1–157,3   |
| Jura                                 | Boven (Malm)    | Oxfordien     | 157,3–163,5   |
| Jura                                 | Midden (Dogger) | Callovien     | 163,5–166,1   |
| Jura                                 | Midden (Dogger) | Bathonien     | 166,1–168,3   |
| Jura                                 | Midden (Dogger) | Bajocien      | 168,3–170,3   |
| Jura                                 | Midden (Dogger) | Aalenien      | 170,3–174,1   |
| Jura                                 | Onder (Lias)    | Toarcien      | 174,1–182,7   |
| Jura                                 | Onder (Lias)    | Pliensbachien | 182,7–190,8   |
| Jura                                 | Onder (Lias)    | Sinemurien    | 190,8–199,3   |
| Jura                                 | Onder (Lias)    | Hettangien    | 199,3–201,3   |
| Trias                                | Boven           | Rhaetien      | Ouder         |
| Indeling van het Jura volgens de ICS |                 |               |               |

Het Aalenien (Vlaanderen: Aaleniaan) is de oudste tijdsnede in het Midden-Jura. Het heeft een ouderdom van 174,1 ± 1,0 tot 170,3 ± 1,4 Ma. Het Aalenien komt na/op het Toarcien (onderdeel van het Lias) en na het Aalenien komt het Bajocien.
Het Aalenien is in de stratigrafie een etage die voornamelijk in Europa gebruikt wordt.

## Naamgeving en definitie
Het Aalenien werd in 1864 door de Duitse stratigraaf Karl Mayer-Eymar genoemd naar de Duitse plaats Aalen, honderd kilometer ten oosten van Stuttgart.
Het begin van het Aalenien wordt gedefinieerd door het eerste voorkomen van het ammonietengeslacht Leioceras, het einde door het eerste voorkomen van het ammonietengeslacht Hyperlioceras. De typelocatie en GSSP bevinden zich in een ontsluiting 500 m ten noorden van het dorp Fuentelsaz in Spanje.